# Cars Hiss by My Window
«Cars Hiss by My Window» («Автомобили шипят у моего окна») — песня американской рок-группы The Doors с альбома L.A. Woman. По неподтверждённым данным, песня имела ещё два рабочих варианта названия: первый «The Walking Blues» и «The Bastard Son of Jimmy and Mama Reed».
Песня представляет собой стандартный блюз, отличительным признаком которой является блюзовое звучание гитары Робби Кригера. В конце песни Джим Моррисон исполняет вокализ, подражая звуку сначала гитары, а затем губной гармоники.
На переиздании альбома L.A. Woman 2007 года появилась новая, более длинная версия песни с дополнительным куплетом (ранее вырезанным), вследствие чего длина композиции с 4:12 увеличилась до 4:58 минут. Таким образом в переизданной версии впервые стало возможно услышать песню в полном объёме.

## Музыканты
- Джим Моррисон — вокал
- Робби Кригер — соло-гитара
- Джон Денсмор — ударные
- Джерри Шефф — бас-гитара
- Марк Бенно — ритм-гитара